# Universität Sopron

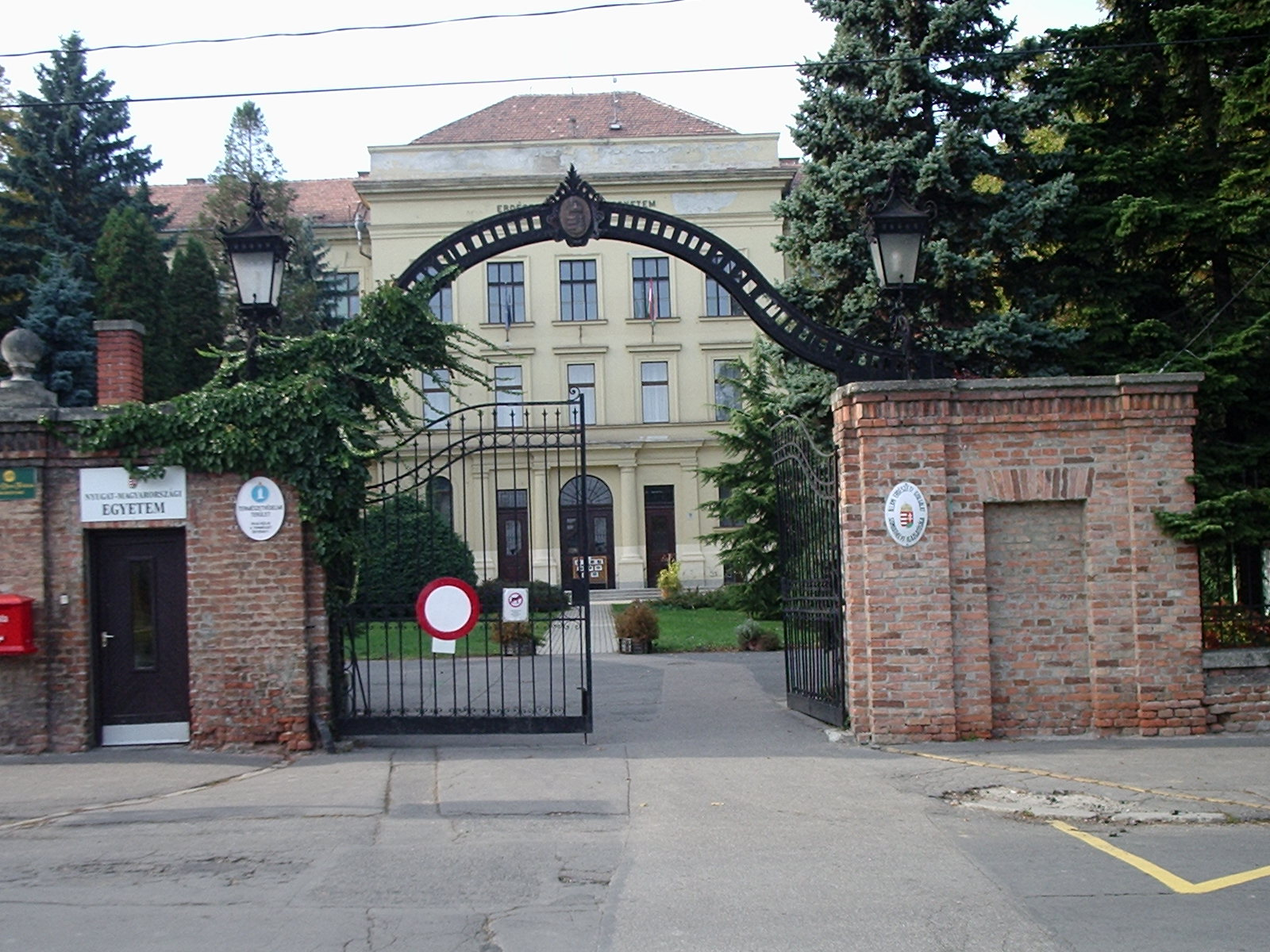
Universität Sopron

Die Universität Sopron (ungarisch: Soproni Egyetem, kurz SoE) ist eine Stiftungs-Universität mit einem Hauptcampus in der westungarischen Stadt Sopron und weiteren Standorten in Győr, Mosonmagyaróvár und Székesfehérvár.
Als Vorgängerinstitution der heutigen Universität Sopron gilt die 1735 durch Kaiser Karl VI. (im Amt als König Karl III. von Ungarn) in Selmecbánya (Schemnitz) (heute Banská Štiavnica, Slowakei) gegründete Bergbauschule. Schon früh gehörte neben dem Bergbau auch die Forstwirtschaft zu den Lehrgebieten der Einrichtung. In den 1760er Jahren kamen Fächer wie Mathematik und Chemie hinzu, und die Bergbauschule wurde zur Königlichen Bergbauakademie aufgewertet. Als Mitte des 19. Jahrhunderts die Unterrichtssprache von Deutsch auf Ungarisch umgestellt werden sollte (was dann doch nicht realisiert wurde), zogen viele Studenten und Lehrkräfte an die neugegründete Steiermärkisch-Ständische Montanlehranstalt in Leoben um. Mit der Gründung der Tschechoslowakei 1918 wurde die Bergbauakademie nach Sopron verlagert. 1934 wurde die Bergbauakademie als Fakultät für Bergbau, Metallurgie und Forstwirtschaft in die in Budapest neugegründete Palatin-Josef-Universität für Technik und Wirtschaftswissenschaften eingegliedert.
Nach Ende des Zweiten Weltkrieges wurden die Fakultäten für Bergbau und Metallurgie nach Miskolc verlagert, wo sie gemeinsam mit der neugegründeten Fakultät für Maschinenbau die neue Universität Miskolc bildeten, die sich daher ebenfalls in der Tradition der 1735 gegründeten Bergbauschule sieht. Die Forstwirtschaftsfakultät nahm 1952 ihren Betrieb in Sopron wieder auf, doch nach dem gescheiterten Ungarischen Volksaufstand 1956 emigrierten viele Lehrkräfte und Studenten ins westliche Ausland. 1962 wurde die Forstwirtschaftsfakultät Teil der in Sopron neugegründeten Universität für Forst- und Holzwissenschaften, die 1996 in Universität Sopron und 2000, nach Eingliederung mehrerer kleiner Hochschulen, in Westungarische Universität umbenannt wurde. 2017 erfolgte eine erneute Umbenennung, nun zu „Universität Sopron“.

## Fakultäten
Die Universität gliedert sich in zehn Fakultäten:
- Fakultät für Forstwissenschaften
- Fakultät für Holzwissenschaften
- Fachhochschule für Geoinformatik
- Fakultät für Wirtschaftswissenschaften

Im Jahr 2000 wurden eingegliedert:
- Apacai Csere János Fakultät für Lehrerbildung (in Győr)
- Benedek Elek Pädagogische Fakultät (in Sopron)
- Fakultät für Landwirtschaft und Lebensmittelwissenschaft (in Mosonmagyaróvár)

Im Jahr 2008 wurde das Berzsenyi Dániel College in Szombathely als Savaria Campus in die Universität eingegliedert. Dort gibt es drei Fakultäten:
- Kunstfakultät
- Fakultät für Gestaltung, Musik, Erziehung und Sport
- Naturwissenschaftliche Fakultät